# Bazordan
 Bazordan  es una comuna y población de Francia, en la región de Mediodía-Pirineos, departamento de Altos Pirineos, en el distrito de Tarbes y cantón de Castelnau-Magnoac. Está integrada en la Communauté de communes du Magnoac.

## Demografía
| 193 | 191 | 176 | 179 | 162 | 157 |
| Para los censos de 1962 a 1999 la población legal corresponde a la población sin duplicidades (Fuente: INSEE [Consultar]) |     |     |     |     |     |